# Copa de Euskal Herria (fútbol femenino)
La Copa de Euskal Herria (en euskera y oficialmente Euskal Herria Kopa) es una competición vasca de fútbol femenino, en la que participan clubes que pertenecen al territorio histórico de Euskal Herria, que engloba el País Vasco, Navarra e Iparralde (País Vasco francés).

## Historial de finales
| Edición | Campeón       | Resultado (Des.) | Subcampeón    | Sede Final          |
| ------- | ------------- | ---------------- | ------------- | ------------------- |
| 2011    | Athletic Club | 4 - 1            | Real Sociedad | Baquio, Vizcaya     |
| 2012    | Real Sociedad | 2 - 0            | Athletic Club | Beasáin, Guipúzcoa  |
| 2013    | Athletic Club | 1 - 0            | Real Sociedad | Azpeitia, Guipúzcoa |
| 2014    | Athletic Club | 3 - 1            | Real Sociedad | Bilbao, Vizcaya     |
| 2015    | Athletic Club | 1 - 0            | Real Sociedad | Zarauz, Guipúzcoa   |
| 2016    | Athletic Club | 3 - 0            | Real Sociedad | Guernica, Vizcaya   |
| 2017    | Athletic Club | 3 - 0            | Real Sociedad | Elgóibar, Guipúzcoa |
| 2018    | Athletic Club | 5 - 1            | Real Sociedad | Amorebieta, Vizcaya |
| 2019    | Real Sociedad | 3 - 0            | Athletic Club | Azpeitia, Guipúzcoa |
| 2020    | Real Sociedad | 0 - 0            | Athletic Club | Amorebieta, Vizcaya |
| 2021    | Athletic Club | 2 - 1            | Alavés        | Zarauz, Guipúzcoa   |
| 2022    | Real Sociedad | 4 - 1            | Alavés        | Azcoitia, Guipúzcoa |
| 2023    | Athletic Club | 4 - 2            | Real Sociedad | Lezama, Vizcaya     |

## Palmarés
| Equipo        | Finales | Campeonatos | Subcampeonatos | Año(s)                                               |
| ------------- | ------- | ----------- | -------------- | ---------------------------------------------------- |
| Athletic Club | 12      | 9           | 3              | 2011, 2013, 2014, 2015, 2016, 2017, 2018, 2021, 2023 |
| Real Sociedad | 12      | 4           | 8              | 2012, 2019, 2020, 2022                               |
| Alavés        | 2       | 0           | 2              |                                                      |

## Ediciones

### Edición de 2015
| Semifinales   | Semifinales | Semifinales        |
| ------------- | ----------- | ------------------ |
| Oiartzun KE   | 2:2         | Athletic Club      |
| Real Sociedad | 4:0         | Aurrera de Vitoria |
| Final         |             |                    |
| Athletic Club | 1:0         | Real Sociedad      |

### Edición de 2016
| Fase previa        | Fase previa | Fase previa   |
| ------------------ | ----------- | ------------- |
| Aurrera de Vitoria | 2:3         | Añorga KKE    |
| CD Ardoi           | 2:2 (pn)    | Oiartzun KE   |
| Semifinales        |             |               |
| Real Sociedad      | 2:0         | Añorga KE     |
| Oiartzun KE        | 1:3         | Athletic Club |
| Final              |             |               |
| Athletic Club      | 3:0         | Real Sociedad |

### Edición de 2017
| Fase previa        | Fase previa | Fase previa        |
| ------------------ | ----------- | ------------------ |
| Mulier FCN         | 2:2         | Oiartzun KE        |
| Aurrera de Vitoria | 3:0         | Genêts d'Anglet    |
| Semifinales        |             |                    |
| Athletic Club      | 6:0         | Oiartzun KE        |
| Real Sociedad      | 12:0        | Aurrera de Vitoria |
| Final              |             |                    |
| Athletic Club      | 3:0         | Real Sociedad      |

### Edición de 2018
| 1ª Fase - 1ª Ronda | 1ª Fase - 1ª Ronda | 1ª Fase - 1ª Ronda |
| ------------------ | ------------------ | ------------------ |
| Aurrera de Vitoria | 0:4                | S. D. Eibar        |
| Zarautz KE         | 2:3                | Oiartzun KE        |
| Aviron Bayonnais   | 1:11               | Pauldarrak FKT     |
| Mulier FCN         | 0:0 (5-4 pn.)      | C. A. Osasuna      |
| 1ª Fase - 2ª Ronda |                    |                    |
| Oiartzun KE        | 1:2                | Añorga KKE         |
| Genêts d'Anglet    | 0:5                | S. D. Eibar        |
| Pauldarrak FKT     | 0:3                | S. D. San Ignacio  |
| 2ª Fase            |                    |                    |
| Añorga KKE         | 1:3                | S. D. Eibar        |
| Mulier FCN         | 1:2                | S. D. San Ignacio  |
| Semifinales        |                    |                    |
| S. D. Eibar        | 1:3                | Athletic Club      |
| S. D. San Ignacio  | 0:2                | Real Sociedad      |
| Final              |                    |                    |
| Athletic Club      | 5:1                | Real Sociedad      |